# Ahmad Khan Mahmidzada
Ahmad Khan Mahmidzada, alternative Schreibweise Mahmoodzada (* 23. Dezember 1997 in der Provinz Parwan in Afghanistan) ist ein afghanischer Schauspieler.
Mahmidzada wurde durch seine Rolle als Hassan in dem Film Drachenläufer bekannt, der auf dem gleichnamigen Roman von Khaled Hosseini basiert. In dem 2007 in die Kinos gekommenen Film spielt Mahmidzada unter der Regie von Marc Forster den loyalen Diener und Freund des Jungen Amir (gespielt von Zekeria Ebrahimi). Aufgrund der schwierigen politischen Situation in Afghanistan fanden die Dreharbeiten in der Volksrepublik China statt.
In einer Schlüsselszene des Films wird der Junge Hassan, der der in Afghanistan diskriminierten Ethnie der Hazara angehört, von dem älteren Jungen Assef (gespielt von Elham Ehsas) zusammengeschlagen und brutal vergewaltigt. Die Filmemacher wollten für den Dreh der Vergewaltigungsszene, dass Mahmidzada sich die Hosen auszieht, was jedoch von seinem Vater verweigert wurde. Der Junge erzählte später, dass er die Rolle niemals angenommen hätte, wenn ihm bewusst gewesen wäre, dass Hassan vergewaltigt wird. Allerdings variieren die Berichte darüber, ob man seine Familie informiert habe oder nicht. Die Szene wurde im Nachhinein geschnitten und enthält nun keine Nacktheit mehr. Man verwendete jedoch ein Double, um kurz zu zeigen, wie die Hose hinuntergezogen wird.
Der US-amerikanische Filmkritiker Roger Ebert schrieb in seiner Filmkritik in der Chicago Sun-Times zu Drachenläufer über Mahmidzada und seinen Filmpartner: „Die Darstellungen der Schauspieler, die Amir und Hassan als Kind spielen sind natürlich, überzeugend und kraftvoll.“